# Вартанян Гоар Левонівна
Гоар Левонівна Вартанян (Пахлеванян) (вірм. Գոհար Լևոնի Վարդանյան; 25 січня 1926, Ленінакан, Вірменська РСР, ЗСФРР, СРСР — 25 листопада 2019, Москва, Росія) — радянська нелегальна розвідниця.

## Біографія
Гоар Левонівна Пахлеванян народилася 25 січня 1926 року в місті Ленінакан. 1932 року її родина переїхала в Тегеран. Її батько — Левон Пахлеванян — належав відомому стародавньому роду, який після переїзду змінив прізвище на Кандарян.
У роки німецько-радянської війни увійшла до антинацистської групи «Легка кавалерія» свого побратима та майбутнього чоловіка — Геворка Вартаняна, разом із яким вела розвідувальну роботу.1943 року в складі цієї групи брала участь у проведенні операції із забезпечення безпеки лідерів «Великої трійки» під час Тегеранської конференції.
30 червня 1946 року Геворк і Гоар зіграли у Тегерані весілля і ще протягом шести років працювали в Ірані. У 1951 році на прохання розвідників їм надали можливість здобути вищу освіту, і Гоар закінчила факультет іноземних мов Єреванського університету. Відразу після закінчення навчання та спеціальної підготовки була наступна багаторічна нелегальна діяльність подружжя в різних країнах світу під прикриттям вигаданих імен та прізвищ. У СРСР вони повернулися лише 1986 року.
За оцінкою колег Геворка і Гоар з нелегальної розвідки, «вчинене дуетом Вартанянов настільки різноманітне і всеосяжне, що ніколи не буде розсекречено».
Подружжя прожило разом 65 років до смерті Геворка Андрійовича у 2012 році. Дітей Вартаняни не мали.
Померла 25 листопада 2019 року в Москві. Похована з військовими почестями 29 листопада на Троєкурівському цвинтарі поряд зі своїм чоловіком. На церемонії прощання були присутні директор Служби зовнішньої розвідки Російської Федерації Сергій Наришкін, колишній глава розвідки Михайло Фрадков, Президент Вірменії Вірмен Саркісян та делегація Міністерства оборони Республіки Вірменія.

## Нагороди
- Нагороджена орденами Червоного Прапора та Вітчизняної війни II ступеня, російським орденом Пошани, а також багатьма медалями
- Орден Пошани (13 грудня 2019, Вірменія, посмертно) — за багаторічну бездоганну діяльність в органах безпеки, виняткові заслуги перед Батьківщиною та самовіддану відданість[6]
- Лауреат Міжнародної премії Андрія Первозванного (2006)[7]
- Удостоєна у 2006 році «Почесного ордена» Російсько-вірменського університету[8]
- У 2013 році стала першим кавалером медалі Міністерства оборони Вірменії, започаткованої на честь Геворка Вартаняна[9]